# Richie Spice
Richell Bonner, mais conhecido como Richie Spice (8 de setembro de 1971) é um cantor Jamaicano de Reggae. Uma de suas canções, "Youth Dem Could", figurou na trilha sonora do jogo eletrônico Grand Theft Auto IV, mais precisamente na rádio Massive B Soundsystem 96.9. Veio da família Bonner, que é uma família de artistas, e é um membro do movimento rastafári.

## Discografia
- 1999: Living Ain't Easy
- 2000: Universal
- 2006: Spice In Your Life
- 2007: In The Streets Of Africa #6 na Top Reggae Albums[1]
- 2008: Gideon Boot #1 na Top Reggae Albums [1]